# チョン・イソ
チョン・イソ（朝: 정이서、1993年8月13日 - ）は、韓国の女優である｡ 
ソウル特別市出身。

## 出演作品

### 映画
- 彼女の趣味生活　(2023年) - ジョンイン
- 別れる決心 (2022年) - ユ・ミジ
- ジョジェ (2020年) - ナヨン
- 三振グループ英語TOEICクラス (2020年) - 監査室職員
- 7月7日 (2020年) - ミジュ
- パラサイト 半地下の家族 (2019年) - ピザ屋店長
- 散歩 (2018年)
- 水星池 (2018年) - 道を信じる女
- リアル　(2017年) - 密室クラブの中毒者
- レボリューション　(2015年) - ドンファ

### ドラマ
- 君を信じる　- キム・スジョン
- 砂漠の王（2022年、Watcha）
- 今、私たちの学校は…(2022年､ Netflix) - キム・ヒョンジュ
- スノードロップ (2021年､ JTBC) - 神経質者
- ドラマスペシャル-三 - ウ・ヒョンジュ
- Mine - キム・ユヨン
- グミホデン  (2020年、 tvN) - キム・セロム
- ドラマスペシャル：グッバイビワン(2019年、OCN)- パク・ギョンヘ
- ボイス3 (2019年､ OCN) - クォン・セヨン
- マイエックスダイアリー(2018年、 Webドラマ) - ボナ
- 猫のバーテンダー(2019年、Webドラマ) - ウンジュ